# Poirot e i quattro
Poirot e i quattro (titolo originale The Big Four) è un romanzo poliziesco di Agatha Christie, pubblicato nel 1927. Opera atipica rispetto alle altre storie con Poirot, fu scritto tra il 1926 e 1927, mescolando la detective fiction, gli intrighi internazionali e lo spionaggio, argomento poi ripreso in lavori successivi dell'autrice. Vi compaiono Hercule Poirot, Arthur Hastings e l'Ispettore James Japp.

## Trama
Questa volta gli avversari del famoso investigatore belga Hercule Poirot non sono normali assassini o comuni criminali, ma addirittura un'organizzazione capeggiata dalle quattro maggiori menti criminali mondiali. Guidati da un diabolico ed enigmatico mandarino cinese, vogliono diventare padroni del mondo servendosi di potentissimi mezzi di distruzione. Ad aiutare l'investigatore non c'è solo il fedele amico e compagno capitano Arthur Hastings, ma anche un fratello gemello sconosciuto a tutti. Il romanzo è costituito da una serie di episodi che vedono Poirot affrontare e risolvere di volta in volta diversi enigmi criminali, fino allo scontro finale contro i quattro capi.
La conclusione del romanzo è ambientata nel "Labirinto", ai piedi del gruppo dolomitico del Latemar in Trentino-Alto Adige.

## Personaggi
- Hercule Poirot: investigatore privato
- Arthur Hastings: suo amico, ex militare
- James Japp: ispettore di Scotland Yard
- Li Chang Yen, Numero Uno: ricco mandarino cinese
- Abe Ryland, Numero Due: milionario americano
- Madame Olivier, Numero Tre: scienziata francese
- Claud Darrell, Numero Quattro: ex attore
- Dottor Ridgeway: medico di Poirot
- John Ingles: funzionario pubblico in pensione appassionato della Cina
- Ispettore Meadows: ispettore della polizia di Moretonhampstead
- Capitano Kent: capitano dei servizi segreti americani
- John Halliday: scienziato inglese
- Vera Rossakoff: contessa russa, ex ladra di gioielli
- Flossie Monro: attrice

## Edizioni italiane
- Poirot e i quattro, traduzione di Enrico Piceni, Collana I Libri Gialli n.219, Milano, Arnoldo Mondadori Editore, settembre 1939. - I Capolavori di Segretissimo, Mondadori, novembre 1976.
- Poirot e i quattro, traduzione di Marco Polillo, a cura di Alberto Tedeschi, prefazione e postfazione di Laura Grimaldi, Collana Oscar n.950 (Oscar dei Gialli n.34), Milano, Mondadori, 1979. - Collana Oscar Narrativa n.1452 (Oscar Scrittori del Novecento), Mondadori, 1995, ISBN 88-04-39763-2.
- Poirot e i quattro, traduzione di Ombretta Giumelli, I Classici del Giallo Mondadori n.530, Milano, Mondadori, 19 maggio 1987. - Edizione illustrata e annotata, Collezione Agatha Christie, Milano, CDE, 1994; I Classici del Giallo Mondadori n.1223, 2 luglio 2009; Collana Oscar Gialli, Mondadori, 2019, ISBN 978-88-047-1343-2.